# Mito do Calango Voador
O Mito do Calango Voador e Outras Histórias do Cerrado, livro criado por Tico Magalhães e seu grupo de cultura popular Seu Estrelo e o Fuá do Terreiro, exemplificou o surgimento dos diversos mundos onde é retratada, de modo lúdico, a história do Calango, filho do Sol e da Terra, nascido no Planalto Central e que ganha asas para salvar-se de uma enorme tromba d'água. A partir daí ocorrem as aventuras do Calango Voador nos sertões de Goiás descritas em 92 páginas que alternam entre textos e ilustrações. Os outros personagens dessa mitologia são Laiá, a filha da mata, Seu Estrelo, Mané Avesso, Chico Pescador, Caliandra, Zé Cadê, Tromba D’Água e a Véia. 
O conto é dividido em três partes, sendo a primeira a criação dos diversos mundos, a segunda o surgimento do cerrado e do Calango Voador e a última a construção de Brasília, que, inclusive, é citada da seguinte forma: " Por isso, junto com Seu Estrelo, a Mata e o Calango inventaram de construir uma nova Coisa, uma fabulosa criatura. Uma nova cidade que abrigaria todos os homens que para o Cerrado vieram para enfrentar a Criatura Comedora de Homens que estava para chegar”.
O livro foi desenvolvido a fim de celebrar os mistérios do bioma Cerrado e as aventuras do calango voador. Ele aborda o conflito entre a devastação da vegetação natural e a resistência de criaturas misteriosas que o habitam.
Para o Secretário de Cultura e Economia Criativa do Distrito Federal, Bartolomeu Rodrigues "É o Calango que nos diz: Eu sou a porta para os seus sonhos. Vida longa ao Seu Estrelo, por ajudar a celebrar a cultura do Cerrado ao longo destes 16 anos. O Cerrado é isso, é sertão, é Brasília, é Brasil." 